# Nier Janka
Nier Janka (Szekszárd, 1997. november 2. –) magyar táncművész. Első előadása a Szegedi Nagyszínházban a Don Juan/A négy évszak - Feminizmában volt.

## Élete
2004 és 2012 között a Bonyhádi Oktatási Nevelési Intézmény Széchenyi István Tagintézményébe,  2012 és 2017 között pedig a Pécsi Művészeti Gimnázium és Szakgimnáziumba járt, utóbbin  táncművészeti tagozatra. 2017-től a Szegedi Kortárs Balett társulatának tagja. A kisdorogi Nier Janka hatévesen kezdett táncolni Bonyhádon, Szarvas Szilvia kortárs tánccsoportjában. Kilencévesen, 2006-ban ő játszotta a kis Mauglit A dzsungel könyve című táncelőadásban, nagy sikert aratva. 

## Díjak
- 2009: Völgység Talentuma Díj[2]
- 2012: Diákok Széchenyi díja[3]
- 2016: ROTARY díj
- 2017: Az éved legjobb végzős növendéke (Tánc Világnapi Díj)[4]